# 886
| [ Edytuj tabelę ]          |                                                                               |
| Król Anglii                | - 871 Alfred Wielki 899                                                       |
| Hrabia Aragonii            | - 867 Aznar II Galíndez 893                                                   |
| Król Armenii               | - 884 Aszot I 890                                                             |
| Hrabia Barcelony           | - 878 Wilfred Włochaty 897                                                    |
| Książę Burgundii           | - 880 Ryszard I Prawodawca 921                                                |
| Cesarz Bizancjum           | - 867 Bazyli I Macedończyk 886 - 886 Leon VI Filozof 912 - 886 Aleksander 913 |
| Chan Bułgarii              | - 852 Borys I Michał 889                                                      |
| Cesarz Chin                | - 873 Tang Xizong 888                                                         |
| Książę Czech               | - 870 Borzywoj I 889                                                          |
| Władca Egiptu              | - 884 Chumarawajh 896                                                         |
| Król Franków wschodnich    | - 881 Karol Otyły 887                                                         |
| Król Franków zachodnich    | - 884 Karol Otyły 887                                                         |
| Cesarz Japonii             | - 884 Kōkō 887                                                                |
| Kalif                      | - 870 Al-Mu’tamid 892                                                         |
| Król Khmerów               | - 877 Indrawarman I 889                                                       |
| Wielki książę Kijowa       | - 882 Oleg Mądry 912                                                          |
| Patriarcha Konstantynopola | - 877 Focjusz I Wielki 886 - 886 Stefan I 893                                 |
| Król Leónu                 | - 866 Alfons III Wielki 910                                                   |
| Król Mercji                | - 879 Aethelred 911                                                           |
| Król Nawarry               | - 880 Fortún Garcés 905                                                       |
| Król Norwegii              | - 872 Harald Pięknowłosy 930                                                  |
| Papież                     | - 885 Stefan V (VI) 891                                                       |
| Cesarz rzymski             | - 881 Karol Otyły 888                                                         |
| Książę Saksonii            | - 880 Otto Dostojny 912                                                       |
| Król Szkocji               | - 878 Eochaid 889 - 878 Giric 889                                             |
| Doża Wenecji               | - 881 Giovanni II Partecipazio 887                                            |
| Książę wielkomorawski      | - 871 Świętopełk I 894                                                        |

Rok 886 / DCCCLXXXVI
stulecia: VIII wiek ~
IX wiek ~
X wiek

lata: 876 «
881 «
882 «
883 «
884 «
885 «
886
» 887
» 888
» 889
» 890
» 891
» 896

## Wydarzenia
- 15 września - klęska Franków w bitwie nad Łabą ze Słowianami połabskimi[1].
- Leon VI Filozof (866-912) został cesarzem Bizancjum.
- listopad - Hrabia Paryża, Odo odparł Normanów[2].
- Alfred Wielki odzyskał Londyn z rąk Duńczyków.
- Wypędzenie misjonarzy, uczniów św. Metodego, z Wielkich Moraw.